# Anton Unterkofler
Anton Unterkofler (ur. 12 kwietnia 1983 w Schwarzach im Pongau) – austriacki snowboardzista. Nie startował na igrzyskach olimpijskich. Na mistrzostwach świata w snowboardzie startował dwukrotnie, najlepszy wynik zanotował na mistrzostwach w La Molinie zajmując 5. miejsce w gigancie równoległym. Najlepsze wyniki w Pucharze Świata w snowboardzie osiągnął w sezonie 2007/2008, kiedy to zajął 17. miejsce w klasyfikacji generalnej, a w klasyfikacji PAR był 11.

## Sukcesy

### Mistrzostwa świata
| Miejsce | Dzień       | Rok  | Miejscowość | Konkurencja       | Zwycięzca     |
| ------- | ----------- | ---- | ----------- | ----------------- | ------------- |
| 5.      | 19 stycznia | 2011 | La Molina   | Gigant równoległy | Benjamin Karl |
| 15.     | 25 stycznia | 2013 | Stoneham    | Gigant równoległy | Benjamin Karl |

### Puchar Świata

#### Miejsca w klasyfikacji generalnej
- 2000/2001 - -
- 2003/2004 - -
- 2004/2005 - -
- 2005/2006 - 210.
- 2006/2007 - 102.
- 2007/2008 - 17.
- 2008/2009 - 92.
- 2009/2010 - 22.
- 2010/2011 - 44.
- 2011/2012 - -
- 2012/2013 - -
- 2013/2014 -

#### Zwycięstwa w zawodach
1. Carezza - 13 grudnia 2013 (gigant równoległy)

#### Pozostałe miejsca na podium w zawodach
1. La Molina – 19 stycznia 2008 (gigant równoległy) - 2. miejsce
2. Arosa – 10 marca 2013 (gigant równoległy) - 3. miejsce